# Александро-Невская часовня в Вильне
Алекса́ндро-Не́вская часо́вня — не сохранившаяся часовня во имя святого Александра Невского в Вильне, построенная в память русских воинов, погибших во время Польского восстания 1863 года. Располагалась в небольшом сквере на Георгиевском проспекте (ныне проспект Гедимина) напротив зданий тогдашнего Реального училища и еврейского Учительского института (ныне площадь Винцо Кудиркос в Вильнюсе).

## История
Часовня была заложена 22 октября 1863 года в присутствии виленского генерал-губернатора М. Н. Муравьёва. Автор проекта часовни архитектор профессор Императорской Академии художеств А. И. Резанов. Сооружалась под руководством виленского архитектора Н. М. Чагина на добровольные пожертвования разных городских обществ Северо-Западного края. 30 августа 1865 года часовня была освящена при генерал-губернаторе К. П. фон Кауфмане. При часовне для наблюдения за нею был построен домик для сторожа. Ежегодно 29 августа в часовне проводилась торжественная панихида по убитым воинам.

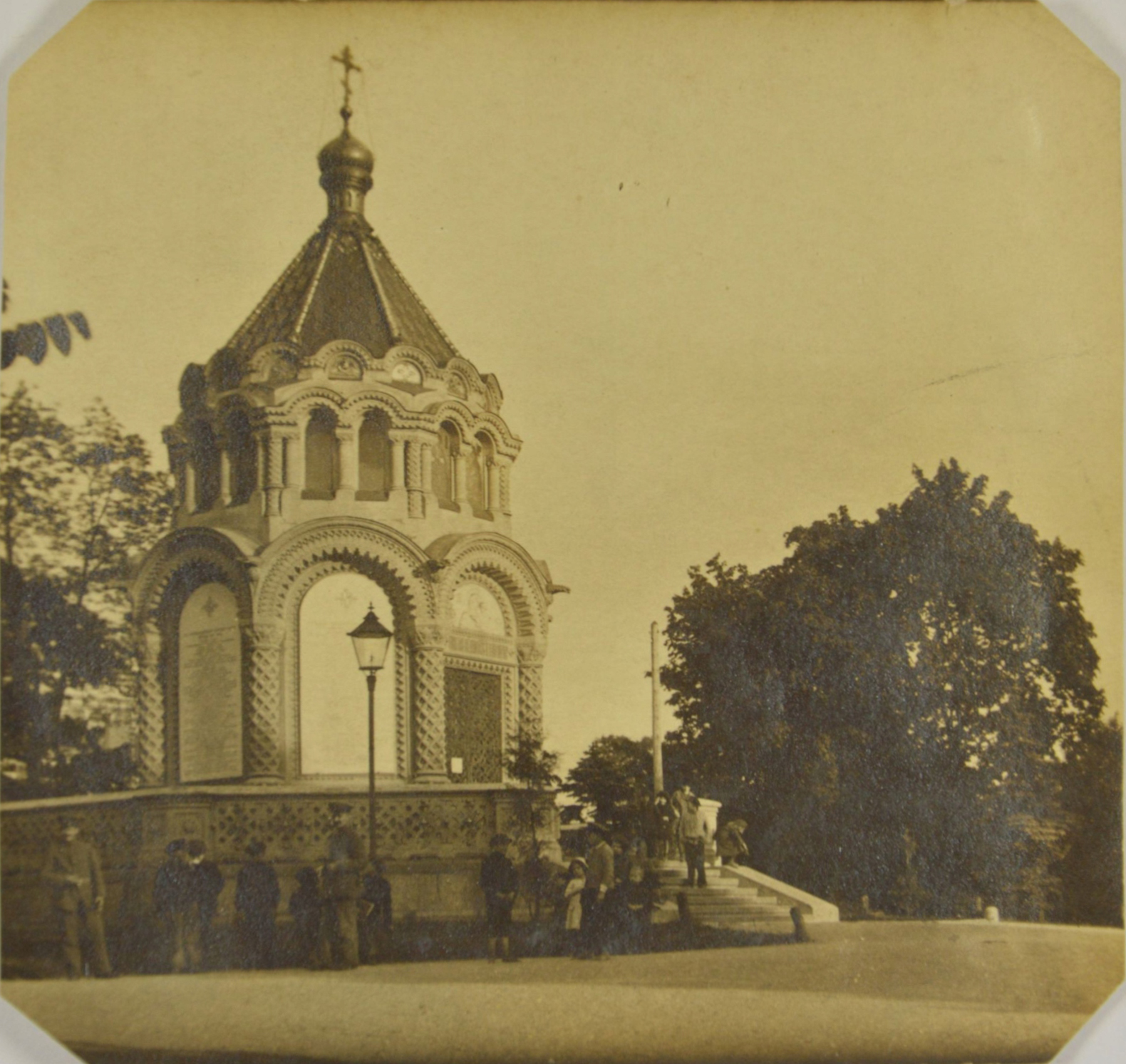
Часовня в 1916 году

3 марта 1904 года была совершена попытка взорвать часовню. При этом пострадали дверь, часть лепных работ, мраморного карниза и пола, в окнах были выбиты стекла. Иконы и некоторые надписи остались целы. Часовня была отреставрирована на добровольные пожертвования. В 1918 году часовню разрушили революционно настроенные рабочие; по другим сведениям, она была разобрана при наступлении Красной Армии в 1919 году . 
Шесть больших икон на цинковых досках (святого благоверного князя Александра Невского, Николая Чудотворца, Архистратига Михаила, Георгия Победоносца, мучеников страстотерпцев Бориса и Глеба и трёх Виленских мучеников) из часовни, а также иконы из её оконных проёмов были перевезены в Скорбященскую церковь в Михново (ныне Микнишкес Шальчининкского района, в 30 км от Вильнюса). 
В 1928 году были убраны остатки фундамента часовни и на её месте был устроен бассейн фонтана, который, однако, не был пущен. После Второй мировой войны в 1945 году на этом месте был похоронен генерал И. Д. Черняховский, на могиле которого в 1950 году был установлен памятник работы скульптора Николая Томского (демонтирован в 1993 году).

## Внешний вид
Часовня, построенная в неовизантийском стиле, была восьмигранной формы с таким же восьмигранным конусообразным куполом. Она возвышалась на площадке из красного финляндского гранита, окруженной цементной балюстрадой. Купол покрывали позолоченные медные листы; он завершался небольшой главой с крестом, тоже были позолоченными. Плоскость шпиля была вычеканена позолоченными и посеребренными шашками, которые повторялись поочередно.
Цоколь часовни был вытесан из одного цельного камня местного гранита и отполирован. Каждая грань стены была устроена в виде ниш, опоясанных аркой в колоннах из цемента. В глубине ниш располагались плиты из белого мрамора высотой 3 метра и шириной 1,5 метра с высеченными на них 417 именами офицеров и солдат, убитых в 1863 году во время восстания. 
Второй ярус часовни украшали малые колонны, между которыми помещались окна и эмалированные иконы, написанные красками на плитах затвердевшей лавы из недр вулкана Везувия. У начала крыши сделаны полукруглые углубления, в которых были вставлены терракоты с рельефными и цветными головками херувимов и крестами.
В часовню вела ажурная бронзовая дверь. Над входом в часовню был установлен барельеф из белого мрамора, изображающий окруженных ангелами Богоматерь с Младенцем. 

## Интерьер
Внутри часовня была выкрашена восковыми красками, по подобию средневековых греческих церквей. Внутри часовни пол был выложен мраморными плитами георгиевских цветов — белого, чёрного и желтоватого. Стены и карнизы были расписаны восковыми красками под мозаику с золотом и серебром. Оконные стекла были цельные и с узорами.
В нижнем ярусе часовни было семь икон большого размера (почти во всю вышину яруса), написанных петербургским художником академиком В. В. Васильевым на цинковых досках по золотому насыпанному фону. Иконы были расположены следующим образом: прямо напротив входа — Спаситель, по правую сторону — святой Александр Невский, святой Николай Чудотворец и святые Виленские мученики Антоний, Иоанн и Евстафий. По левую сторону — святой Архистратиг Михаил, святой Георгий Победоносец и святые мученики Борис и Глеб. Перед иконами висели лампады из позолоченной бронзы в виде зданий старинных церквей и башен.
Над входом помещалась цитата из Нового завета:
Известихся яко ни смерть, ни живот, ни настоящая, ни грядущая возможет нас разлучити от любве, яже о Христе Иисусе Господе нашем 

(Рим. VIII, 37-39).
Под карнизом помещалась надпись:
Повелением Благочестивейшаго Государя Императора Александра Николаевича. Самодержца Всероссийскаго, Царя Польскаго, Великаго князя Финляндскаго и проч. и проч. и проч., по ходатайству его высокопревосходительства г. Виленскаго, Ковенскаго, Гродненскаго, Минскаго генерал-губернатора, главнаго начальника Витебской и Могилевской губернии, Михаила Николаевича Муравьева, при Высокопреосвященном Иосифе, митрополите Литовском и Виленском заложена часовня сия 22 октября 1863 года.